# R.O.B.
 (octobre 2021).
Si vous disposez d'ouvrages ou d'articles de référence ou si vous connaissez des sites web de qualité traitant du thème abordé ici, merci de compléter l'article en donnant les références utiles à sa vérifiabilité et en les liant à la section « Notes et références ».
R.O.B. (Robotic Operating Buddy), connu au Japon sous le nom Family Computer Robot (ファミリーコンピュータ ロボット, Famirī Konpyūta Robotto), est un accessoire de la Nintendo Entertainment System (NES) et de la Family Computer (Famicom). Il est commercialisé en 1985 au Japon et en Amérique du Nord, puis en 1986 en Europe. Il jouait aux côtés du joueur à deux jeux spécifiques : Gyromite et Stack-Up.
Il est ensuite réapparu dans une multitude de jeux Nintendo, parfois comme simple clin d'œil, mais aussi comme personnage jouable dans d'autres jeux.

## Accessoire Famicom/NES
R.O.B., initialement, était un accessoire pour les consoles Family Computer au Japon et Nintendo Entertainment System en Europe et aux Etats-Unis. Son but principal était de faire vendre la NES en tant que jouet intelligent, et non en tant que console de jeu-vidéo. Ce loisir ayant à l'époque mauvaise presse depuis le krash de 1983.
Pour fonctionner, R.O.B. utilisait différentes extensions qui lui permettaient de manipuler des objets et donc d'effectuer des actions dans le jeu. Pour interagir avec lui, le joueur envoyait des instructions via la manette. La NES faisait alors clignoter l'écran. Le robot, disposant d'un capteur optique dans son œil gauche, décodait ces clignotements pour ainsi réaliser l'instruction lui étant demandée.

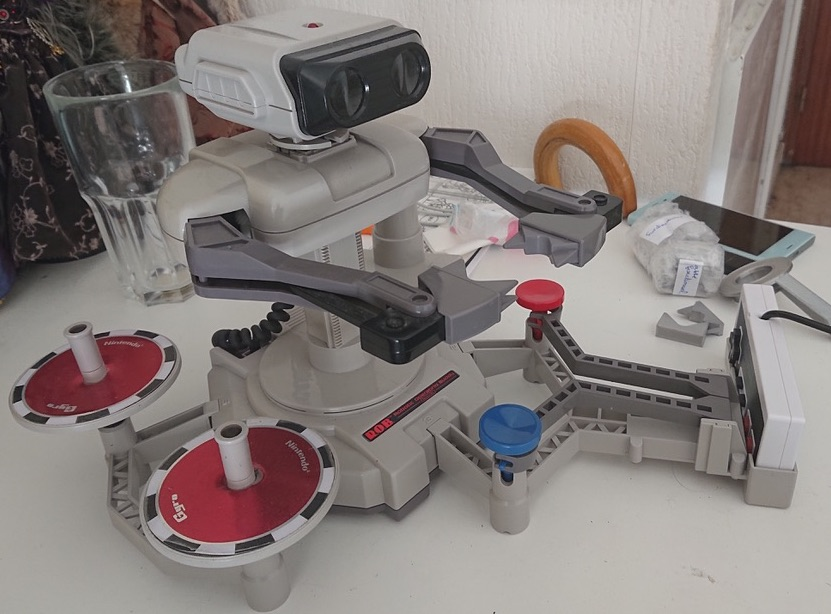
Accessoire R.O.B. aux couleurs de la NES, dans sa configuration pour jouer à Gyromite.

Dans son premier jeu, Gyromite, fourni dans le set deluxe de la NES, R.O.B. utilisait une paire de toupies (les gyro), qu'il déplaçait sur différents socles pour ouvrir et fermer des portes dans le jeu. Le socle des toupies était relié à la deuxième manette de la console, et le robot devait, en fonction du parcours, appuyer sur A ou B via ses toupies.
Dans Stack-up, R.O.B. devait disposer de petits cylindres de couleurs de manière à réaliser des tours, un peu à la manière du casse-tête des tours de Hanoï. Dans ce jeu, R.O.B. n'est relié à la console d'aucune façon et cette dernière n'a aucun moyen de savoir si le joueur triche.
Au Japon, R.O.B. était aux couleurs de la Famicom, rouge et blanc laiteux. Aux États-Unis et en Europe, R.O.B. était aux couleurs de la NES, en nuances de gris.
Malgré son côté charismatique, R.O.B. n'a pas vraiment trouvé son public. Compliqué à faire fonctionner, relativement lent, fragile, très bruyant, et n'ayant finalement que peu d'utilité (Gyromite est tout à fait jouable sans R.O.B, et le jeu est même bien plus facile ainsi), il n'aura pas droit à d'autres jeux compatibles, bien que Nintendo en avait prévu quatre de plus. Mais il demeurera comme accessoire emblématique de la NES, et comme personnage culte de Nintendo.

## Apparitions dans des jeux vidéo
Pendant et après le déclin de la NES, R.O.B. est resté très présent dans l'univers de Nintendo, et a refait de nombreuses apparitions dans divers jeux de la firme japonaise.

### Personnage jouable
- Sa première apparition jouable date de Mario Kart DS. Sa simple apparition relève de la surprise, puisque le robot n'a rien à voir (si ce n'est l'éditeur : Nintendo) avec la série Mario. C'est le personnage le plus dur à obtenir, puisqu'il demande de remporter toutes les coupes du Grand Prix Nitro en mode Miroir. Il possède des caractéristiques d'accélération et de maniabilité plutôt moyennes, un poids et une vitesse de pointe élevés, mais une mauvaise statistique de dérapage.
- R.O.B. refait une apparition jouable par la suite dans Super Smash Bros. Brawl. Il devient l'un des personnages emblématiques de la série, et reviendra dans tous les opus suivants (Super Smash Bros. for Wii U and 3DS, et Super Smash Bros. Ultimate). Il a également un rôle important dans le mode aventure de ce jeu, où il incarne un antagoniste principal, le Ministre Antique, passant du côté des héros par la suite. Les niveaux du jeu se déroulant dans des zones industrielles contiennent également plusieurs R.O.B. de divers types, aux attaques variées.

### Caméos
- Camera Game Boy (Game Boy) : ce jeu contient une image secrète de R.O.B. débloquée dans l'album B après avoir marqué 500 points au mini-jeu Ball.
- Kirby's Dream Land 3 (SNES) : il faut retrouver ses pièces éparpillées dans une pyramide noire (tête, épaules, bras droit, bras gauche et base) lors du niveau 3-6 (Sand Canyon), et les rapporter au Professeur Hector (du jeu vidéo Gyromite).
- Lylat Wars (Nintendo 64) : un personnage dénommé ROB 64 est une référence à R.O.B. et à la console Nintendo 64. Ce robot est devenu un personnage récurrent de la série Star Fox. Dans la suite des jeux, il sera simplement dénommé ROB.
- R.O.B. apparait souvent dans les jeux de la série Wario Ware, dans la catégorie 9-Volts & 18-Volts. En effet, ces deux personnages sont littéralement fans de Nintendo, et leurs mini-jeux sont tous un clin d'œil au patrimoine de la société. R.O.B. apparait donc dans :
  - WarioWare, Inc. : Mega Party Games! (en) (GameCube)[4].
  - Wario Ware (Game Boy Advance) : R.O.B. doit attraper des palets colorés.
  - Wario Ware: Touched! (Nintendo DS) : le joueur le reçoit comme (fausse) récompense (juste pour faire joli) à la fin d'un mini-jeu de tir.
  - WarioWare: Smooth Moves (Wii) : il est le boss final de la catégorie 9-Volts & 18-Volts. Il a un NES Zapper dans les mains et il faut le battre à partir de l'Arwing de Fox McCloud de la série Star Fox.
- F-Zero GX (GameCube) : lors de la course Port Town, le joueur passe juste à côté d'une reproduction de celui-ci. Elle est plutôt gigantesque. Également, il se trouve dans Super Smash Bros. Brawl, la course étant un des stages du jeu. Dans la course de Aéropolis, en contournant une tour hors-piste, il peut être aperçu sur une tour plus bas.
- Pikmin 2 (Nintendo GameCube) : les blocs du jeu Stack-Up sont présents comme trésor. D'autres objets Nintendo, telles qu'un Game and Watch ou une disquette Famicom, sont aussi à récupérer.
- Tetris DS (Nintendo DS) : s'il n'apparait pas dans ce jeu, on aperçoit quand même le Professeur Hector, qui donne au joueur des explications sur le jeu.
- Pokémon Diamant et Perle (Nintendo DS) : un portrait de R.O.B. est visible dans le Vieux Château.
- The Legend of Zelda : Majora's Mask 3D (Nintendo 3DS) : une réplique de R.O.B. est visible dans le jeu posée sur une table.
- Tomodachi Life (Nintendo 3DS) : le robot est achetable comme objet de décoration. Il vaut 198 €.
- Mario Kart World : il apparait comme véhicule déblocable, la moto R.O.B[5].